# Pachynematus dentatus
Pachynematus dentatus är en stekelart som beskrevs av Lindqvist 1937. Pachynematus dentatus ingår i släktet Pachynematus, och familjen bladsteklar. Arten är reproducerande i Sverige.